# Hassuwa
Hassuwa o Hassu (Haššuwa o Haššu), era una ciutat del nord de Síria, a la regió de la moderna Maraix, que probablement va caure en mans dels hurrites cap a la meitat del segle xvi aC.
Hattusilis I va atacar la ciutat cap a l'any 1650 aC, ja que s'havia aixecat contra ell amb ajuda d'algunes ciutats veïnes. Va travessar un riu i va sotmetre tot el territori i la ciutat «com un lleó amb les urpes». Va reduir-la a pols i es va emportar totes les seves riqueses, amb les que va omplir la ciutat d'Hattusa. Diu que la quantitat de plata i or era incalculable. També es va emportar els déus d'aquella ciutat
Més tard, el rei hitita Telepinus la va destruir completament, abans del 1500 aC. Podria ser la mateixa ciutat esmentada anteriorment a les fonts hitites com Hasum (el regne de Mama assiri) o bé la ciutat no identificada de Hahhu (en altres transcripcions es diu Hakku o Hakhkhu).